# Luiz Bompani
Luiz Bompani (Província de Módena, 1811 – 28 de julho de 1877) foi um médico brasileiro.
Foi eleito membro da Academia Nacional de Medicina em 1846, na Seção de Cirurgia, na presidência de Joaquim Cândido Soares de Meireles, com o número acadêmico 59.